# 陸增祺
陸增祺爵士（英語：Sir Robert Tseng-chi Lu，1927年12月24日—），香港跨國紡織實業家，與長兄陸增鏞同為亞非紡織集團創辦人之一。
陸增祺祖籍浙江湖州，上海出生，是晚清金石學家陸心源曾孫，但到陸增祺父親一代已家道中落。他早年畢業於聖約翰大學，1949年隨家人遷居香港，起初曾於生產手電筒的宋氏公司任職文員，後獲該公司總經理鍾士元提拔為私人秘書。
1964年，陸增祺得長兄陸增鏞介紹下，跟隨長兄加入曹光彪的東亞太平毛紡集團任職總經理秘書，兩人逐漸掌握紡織業生產流程，又因表現傑出而屢獲擢升，晉身管理高層。1973年5月，兩人在唐翔千和楊元龍參與投資下出走成立亞非紡織集團，重點在非洲島國毛里裘斯投資設紡織廠，取得可觀成績。亞非集團在毛里裘斯的投資大大改變當地的經濟面貌，這促使他在1988年獲該國政府提名下獲冊封成為爵士，也是首位非經香港政府或英國政府提名封爵的香港華人之一。
陸增祺與長兄陸增鏞自1989年起持續支持家鄉湖州的高等教育發展，並尤其關注湖州師範學院的建設。該校多座教學樓和多項獎學金，皆獲陸氏兄弟捐助下興建和設立。

## 生平

### 早年生涯
陸增祺祖籍浙江湖州，1926年12月12日生於中國上海，曾祖父陸心源（1838年－1894年）是晚清金石學家，官至三品，在家鄉湖州建有潛園，園內有藏書樓皕宋樓，與海源閣、八千卷樓及鐵琴銅劍樓並稱「晚清四大藏書樓」；祖父陸樹聲（1882年－1933年）是陸心源三子，曾中秀才。在清末民初，陸家也曾於上海經營繅絲廠和錢莊等業務。陸增祺的父親陸穆堂（1904年－1953年），又名陸熙雍，畢業於復旦大學，在上海從事證券業務；而母親沈懷瑾（1905年－1937年）是客居蘇州的湖洲沈氏名門後人，於1921年16歲時嫁給年長一歲的陸穆堂。
陸家到陸穆堂一代已家道中落，但家境仍算優裕。然而，陸增祺1937年只有10歲時，母親受幼女早夭打擊，悲慟而死，年僅32歲。此後，陸增祺的父親獨力照顧家中三名兒子，其中陸增祺長兄陸增鏞（1923年－2008年）畢業於上海滬江大學；二哥陸增鈺（1924年－？）同樣畢業於滬江大學，其後獲父親獨力資助到美國威斯康辛大學自費攻讀政治科學，並獲文學碩士學位。

### 定居香港
陸穆堂戰後因工作需要由上海來到香港，及後中國大陸在1949年面臨主權易幟和中華人民共和國成立之際，陸增祺長兄陸增鏞也在1948年底來港定居，而他本人則緊隨在翌年初到步。三兄弟中唯獨身在美國的陸增鈺卻在1949年中共建政時回國，1957年逃往香港與家人團聚，1960年定居美國後，曾於1965年以「反共義士」身份訪問台灣。雖然陸增祺來港之時已從上海聖約翰大學畢業，但經歷中日戰爭和國共內戰後，陸家已經一貧如洗，兄弟倆跟父親只好在香港島的北角合租一室，情況最壞時甚至因為沒錢交租而要把手錶典當掉。1953年7月，父親陸穆堂更因心臟病逝世，終年僅49歲。
為了維持家中生計，陸增祺和長兄都要尋找工作。其中，陸增祺獲生產手電筒的宋氏公司聘用為文員，初時月薪只有200港元，每天更要一早起床從家中出發，乘搭渡海小輪到九龍土瓜灣的工廠上班，常常工作至夜深。宋氏公司由滬商宋文魁在工業顧問鍾士元（後為爵士）協助下於1953年創立，後於1956年被美國永備公司購入，並由鍾士元擔任總經理一職。這時，在該公司任職的陸增祺獲提拔重用，擔任鍾士元的私人秘書，且獲公司安排上課學習速記，到1960年時，他的月薪已加至600多港元。
另一方面，陸增鏞獲英資登華洋行聘為文員，當時登華洋行是太平毛紡廠的總代理，而該廠老闆是同樣祖籍浙江和生於上海的紡織商人曹光彪，陸增鏞遂漸為曹光彪和該廠總經理羅永正所識。1959年，太平毛紡廠與香港另一家大型紡織廠東亞毛紡廠合併成為東亞太平毛紡集團，並於1961年成立東亞太平（出口）有限公司，以加強把產品外銷。
自東亞太平毛紡集團成立後，登華洋行不再成為總代理，但得到羅永正推薦，陸增鏞在1964年加入成為東亞太平的營業部主任；陸增祺不久又在長兄穿針引線下，獲曹光彪邀請加入東亞太平成為總經理的秘書。兩年後，集團計劃關閉經營不善的東亞太平（出口）有限公司，這時已掌握紡織業生產流程、採購銷售和管理模式的陸氏兄弟隨即主動提出接手打理，而且只用了短短幾個月便把這家子公司的業績扭虧為盈。經此以後，陸增祺獲起用為東亞太平（出口）的經理，旋獲委任為執行董事；而陸增鏞未幾也獲提拔出任東亞太平經理。到了1970年，兩人更已成為東亞太平年薪高達60至70萬的決策高層，並獲配10%的公司股份。

### 亞非紡織集團
雖然陸增祺與長兄陸增鏞同在東亞太平毛紡集團任職高層，但隨著香港經濟逐漸轉型，兩人早已認為香港的紡織工業早晚會轉趨式微，於是踏入七十年代已開始尋找新的商機。正好陸增祺在1970年會見一個來自非洲島國毛里裘斯的招商團，了解到該國在當年開始落實工業化政策，外商除可獲得政府的稅務寬免，也可得益於當地相對廉宜的勞工成本，這促使陸氏兄弟萌生到毛里裘斯投資紡織生產的念頭。可是由於集團調整政策，他們的構思沒有得到支持，結果兩人選擇離開東亞太平，並成功招攪香港紡織鉅子唐翔千和楊元龍合資500萬港元，在1973年5月18日成立亞非紡織集團（Afasia Group）。亞非集團雖由唐翔千任董事長，但日常業務運作交由董事總經理陸增祺和副董事總經理陸增鏞打理。
亞非起初除了在香港和馬來西亞檳城各開設一家毛紡廠，又在毛里裘斯大舉投資，興建一家毛紡廠、一家漂染廠和三家針織廠，從而在當地做到「一條龍」生產。集團由陸增祺坐鎮香港統籌業務和管理香港和大馬的毛紡廠，而陸增鏞則駐紮毛里裘斯直接打理當地廠房。成立首年，亞非已僱用員工1,000多人，成衣產量達10萬件，賺取數百萬港元。1976年，毛里裘斯更憑藉其英聯邦王國身份（至1992年才改成共和國），獲接納為歐共體附屬會員國，享有紡織品出口歐洲無需徵稅的待遇，同時不受任何配額限制，讓亞非集團更容易的把產品外銷到歐洲市場。反觀香港，卻於1977年底被歐共體進一步限制紡織業進口，對當地紡織業構成打擊。
此外，亞非成立初年，已跟隨香港貿易發展局參加在意大利米蘭舉行的針織品交易會，但由於早年的工人技術尚未成熟，集團早年主要生產廉價成衣，到後來因生產技術和配套逐漸改善，加上勞工技術水平提升，才進而生產其他高檔次的潮流服裝。隨著業務不斷發展，亞非集團的生產網絡後來進一步拓展至牙買加、馬達加斯加、孟加拉和澳門等地，產品行銷美國和歐洲市場。及至1985年，亞非已在毛里裘斯設有一家紡織廠、兩家漂染廠和六家針織廠，僱用約5,000名員工，每年成衣產量躍增至400萬件。最高峰時，亞非集團僱用的員工總數更高達24,000人。
毛里裘斯由原本一個依賴蔗糖出口的農業國家，一度蛻變成為全球第三大毛衫出口國，亞非集團扮演一定角色。事實上，毛里裘斯政府對亞非也十分倚重，特別是八十年代首度擔任毛里裘斯總理的阿內羅德·賈格納特爵士在競選連任期間，為了緩和國內高企的失業率，甚至尋求陸增祺增聘2,000名工人。結果陸增祺一口答應，並一下子增聘多一倍合共4,000名工人，讓成功連任的賈格納特甚為滿意。為肯定其對毛里裘斯工業和經濟發展的支持，陸增祺經毛里裘斯政府推薦下，於1988年元旦授勳名單獲英廷頒授爵士勳銜，並於1988年7月27日由英女皇伊利沙伯二世親自在英國倫敦白金漢宮主持授勳。香港華人成功獲香港政府和英國政府以外的其他英聯邦政府提名封爵，實屬首例之一。兩年後，陸增祺長兄陸增鏞在毛里裘斯政府提名下，又於1990年的英女皇壽辰授勳名單獲授CBE勳銜，以肯定其對該國工業的支持。
另一方面，中國大陸實施改革開放之初，亞非早於1979年便跟北京毛衫廠合作提供設備和技術，並協助開拓市場；其後又於1984年在東莞合資興建染廠和毛紡廠。1988年，亞非又以中國大陸為基地，開始拓展絲綢業務，並於1990年初作價100萬港元購入三家大陸絲綢廠。隨著亞非集團的業務走上軌道，陸氏兄弟後來買回唐翔千和楊元龍的股份，使集團成為陸家獨資經營，並由陸增祺和陸增鏞分別出任集團董事長兼總裁和副董事長。踏入九十年代中期，陸增祺又委派女兒陸雅儀到浙江、上海和廣東等地考察，進一步開展在國內的投資和生產基地的設立。

### 晚年生涯
陸氏兄弟自八十年代末、九十年代初開始捐助家鄉湖州的教育事業，並特別支持湖州師範學院的發展。早於1989年，多年未有回鄉的陸增祺在訪問湖州期間捐出100萬港元，促成湖州師範在1991年建成新教學樓，以陸氏兄弟父親命名為穆堂樓。其後，長兄陸增鏞在1991年捐出100萬港元，促成湖州師範在1994年建成圖書樓，以兩人母親命名為懷瑾樓。此後，陸氏兄弟繼續多次訪問湖州，他們除了於1994年各捐100萬港元，為該校建成心源藝術館和思源體育館；還有在1998年捐出100萬港元設立燕英體育館，以及在2002年捐出100萬港元設立熙培專家樓等。
另一方面，陸氏兄弟為湖州師範設立多項獎學金，當中包括在1997年捐出100萬港元設立的興湖教育獎勵基金、自2007年起每年捐出10萬港元設立的亞非獎學金（後來先後易名陸侯燕英幫困獎學金和陸增鏞獎學金），以及2009年設立的大學生赴港交流基金等。長兄陸增鏞在2008年逝世後，陸增祺於2011年10月在湖州師範設立陸增鏞先生紀念館，以及於2013年出資1,000萬人民幣設立陸增鏞紀念館教育基金會，其後還先後於2014年、2015年和2018年設立陸增鏞教師獎、陸增鏞卓越獎學金和陸增祺卓越教學獎等。為肯定其對該校的支持，陸增祺也是湖州師範學院的名譽院長。
在湖州師範以外，陸氏兄弟也曾為浙江大學設立計算機設計與圖形學高科技獎勵基金、浙江大學陸氏研究生教育國際交流基金和陸增祺流體傳動及控制高科技獎勵基金等，浙大的陸氏研究生教育大樓，也是由他們捐建。此外，他曾為浙江教育學院（浙江外國語學院前身）設立陸侯燕英勵志獎學金。在香港，他為浸會大學設立陸增祺獎學金（Sir Tseng Chi Lu Scholarship），用作獎勵該校成績最優秀的一年級內地生；並且是香港大學基金普通會員和香港中文大學崇基學院與浙江大學學生訪問計劃的贊助人。
年事漸高的陸氏兄弟自九十年代開始逐步把亞非集團的業務交由陸增祺的女兒陸雅儀打理，至2003年陸增祺正式退任集團董事長一職，並正式由女兒接棒，自己改任董事局名譽主席。退休後，陸增祺主要活躍於香港、中國大陸和美國，投資股票市場成為他的最大興趣之一。2016年12月12日，湖州師範舉辦陸增鏞獎學金暨陸增祺九十壽辰慶典，陸增祺在家人陪同下出席，而且再捐出100萬人民幣支持該校發展。

## 個人生活
陸增祺的妻子是侯燕英，兩人育有一女，名陸雅儀。參考1997年6月的《香港排名名單》，陸雅儀在香港主權移交前曾任加勒比海國家格林納達駐香港名譽領事，當時名單上的英文名稱冠上夫姓為「Mrs Evelyn LU HUGH」；而曾任亞非紡織集團執行董事和香港中華廠商聯合會會董的丘偉基，其英文姓名即為「Antonia HUGH」。主權移交後，陸雅儀曾改任另一加勒比海國家牙買加的駐港名譽領事，而丘偉基則於2017年起出任牙買加駐華大使。另一方面，陸增祺兄長陸增鏞也曾在香港主權移交前出任非洲島國馬達加斯加的駐港名領。

### 香港賽馬
1986年2月，香港爆出楊元龍造馬案，廉政公署採取行動拘捕以香港紡織商人兼馬主楊元龍為首腦在內的11人，指控作們涉嫌於1984年至1986年間在英皇御准香港賽馬會舉辦的多場賽馬賽事中，以欺詐手段贏取金錢，唆使騎師未盡全力策騎，從而影響賽事結果和從中收受利益。楊元龍其後承認六項串謀造馬罪名，結果在1986年9月被判監兩年和緩刑兩年，以及繳付540萬港元罰款。至於案中餘下10名被告當中，騎師施泰浦和前警司歐陽伯熊兩人在被捕後不久獲轉作控方污點證人，而練馬師艾驊思以及騎師朴仕能於1986年12月各被判監一年和罰款30萬港元，但艾驊思因病獲准緩刑兩年，至於另一騎師曹達則於同月獲當局撤控。
法庭後來於1988年至1989年間審理案中餘下五名被告商人陳維廉和鄧飛雲、以及騎師譚文就、陳毓培和黃潤生的控罪。其間，綜合控方向法庭提交鄧飛雲和陳毓培的供詞，以及主審法官賴恩的總結，提及當時馬圈存在一個稱為「上海幫」的賭馬集團，以楊元龍為主腦，成員包括陸增祺，並由歐陽伯熊負責賽事研究和分析工作，而楊元龍和陸增祺兩人是叔姪之親。控方透露，楊元龍會在賽馬日前聯同鄧飛雲和歐陽伯熊，跟參賽騎師舉行會議，計劃如何在選定的賽事影響賽果。在賽馬當日，鄧飛雲會在早上向楊元龍提供情報，而歐陽伯熊則負責記下參與騎師的注碼，一些馬主朋友也會找楊元龍交換內幕消息。到賽事開始前，這些馬主朋友會先行離開楊元龍的住處，然後楊元龍通常會由他的姪兒陸增祺帶到馬場。楊元龍會在馬場指示歐陽伯熊，向參與騎師示意是否在某一場賽事影響賽果。
經連串審訊後，控方於1989年把鄧飛雲轉作污點證人，法庭後於同年7月裁定譚文就、陳毓培和黃潤生三名騎師罪名成立，各入獄18個月，至於陳維廉其後於同年9月獲控方不提證供起訴，終獲法庭裁定罪名不成立，當庭獲釋。雖然陸增祺的名字曾在審訊期間被控方提及為馬圈「上海幫」成員之一，但未有因造馬一案遭控方起訴。陸增祺在楊元龍案後繼續活躍於香港馬圈，他後來曾經與丘偉基聯合養馬，兩人名下的馬匹包括「華山綠」、「正隆」和「正毅」。另外，陸增祺名下馬匹「風塵客」曾於1981年勝出當年馬會的英女皇伊利沙伯二世盃。

## 榮譽
- 以下列出榮譽全稱及縮寫：
  - 下級勳位爵士（Kt.）　（毛里裘斯；1988年元旦授勳名單[28]）

## 附註
1. 1 2  海外香港華人獲封爵士，早有1957年獲頒授KBE勳銜的李孝式上校。[31]不過，李孝式雖然1901年生於香港和曾於香港皇仁書院受教，但他在1957年獲勳時，已定居馬來亞多年，並以馬來亞聯合邦財政部長的身份獲勳。[31][32]

## 注腳
1. 1 2 3 4 5 6 7  陳達（1999年），頁34。
2. 1 2 3 4 5 6 7 8 9 10 11 12 13 14 15 16 17 18  〈傳奇！這個湖州人打造了一個橫跨亞非歐美的大集團〉（2017年11月6日）
3. 1 2 3 4 5 6 7 8 9 10 11 12 13 14 15 16 17 18 19 20 21  〈陸增鏞、陸增祺，昆仲相長創輝煌〉（2007年2月28日）
4. ↑  嚴佐之（2020年3月5日）
5. ↑  〈3039劉珏為"抑之"作山水鏡心〉（2018年6月）
6. ↑  林淑玲（2005年），頁8。
7. 1 2 3 4 5 6 7 8 9  〈校友文苑：湖師遷建與陸氏捐贈〉（2016年5月30日）
8. 1 2 3 4 5  蔣小馨、唐曄（2014年），頁156。
9. 1 2 3 4  〈香港亞非集團名譽主席陸增祺先生訪問我校（圖）〉（2015年4月10日）
10. 1 2  〈陸增鈺告美人提防中共虛偽宣傳〉（1960年7月23日）
11. ↑  〈歡迎反共義士董濟平，陸增鈺，王玉林等茶會〉（1965年1月19日）
12. 1 2 3 4 5 6 7 8 9 10 11 12  陳達（1999年），頁35。
13. ↑  鍾士元（2001年），頁11至13。
14. ↑  Lo (2 December 2016)
15. ↑  Lo (17 May 2019)
16. ↑  蔣小馨、唐曄（2014年），頁156至157。
17. ↑  蔣小馨、唐曄（2014年），頁157。
18. ↑  蔣小馨、唐曄（2014年），頁158。
19. 1 2 3 4 5 6 7 8  "Hongkong investors head for Mauritius" (11 May 1986)
20. 1 2  蔣小馨、唐曄（2014年），頁159至160。
21. 1 2 3  "Textile men move plant to Mauritius" (7 November 1975)
22. 1 2 3 4 5 6  陳達（1999年），頁36。
23. 1 2 3  蔣小馨、唐曄（2014年），頁160。
24. ↑  "HK knitwear displayed in Milan fair" (19 June 1974)
25. 1 2 3 4 5 6 7 8 9  陳達（1999年），頁37。
26. ↑  "Group Introduction" (retrieved on 28 January 2011)
27. ↑  蔣小馨、唐曄（2014年），頁160至161。
28. 1 2  "Supplement to Issue 51174 （页面存档备份，存于）", London Gazette, 30 December 1987, p.41.
29. ↑  "Issue 51558 （页面存档备份，存于）", London Gazette, 13 December 1988, p.13986.
30. 1 2 3 4  蔣小馨、唐曄（2014年），頁161。
31. 1 2  "Supplement to Issue 41089", London Gazette, 4 June 1957, p.3391.
32. ↑  The Asia Who's Who (1958), p.485.
33. 1 2  Wong (14 July 1990)
34. ↑  〈香港亞非集團捐資助學湖州師院〉（2008年10月27日）
35. 1 2  〈湖籍港商十年捐資助學3000萬元〉（2016年12月13日）
36. 1 2  沈潔（2016年12月12日）
37. 1 2 3 4  〈我校舉行陸增鏞獎學金設立十周年慶典（圖）〉（2016年12月13日）
38. 1 2  〈點讚！我校名譽校長陸增祺先生入選浙江省「最美統戰人物」，您的一票至關重要！〉（2019年9月5日）
39. ↑  〈浙江教育學院"陸侯燕英"勵志獎學金頒獎儀式舉行〉（2008年10月29日）
40. ↑  "Scholarships / Awards for Undergraduate Students of All Disciplines of Study" (retrieved on 2 May 2020)
41. ↑  The University of Hong Kong Foundation Annual Report 2017-18 (2018), p.59.
42. ↑  〈崇基學院與浙江大學學生訪問計劃〉（2009年），頁6。
43. ↑  〈名譽院長陸增祺與我校大學生漫談人生〉（2013年4月2日）
44. ↑  "1085 Singing Wood Dr" (retrieved on 2 May 2020)
45. ↑  Hong Kong Precedence List (June 1997), p.12.
46. ↑  "Antonia Hugh" (retrieved on 2 May 2020)
47. ↑  "G.N. 1947 （页面存档备份，存于）", Government Gazette No. 13 Vol. 8. Hong Kong: The Government of the Hong Kong Special Administrative Region, 26 March 2004.
48. ↑  〈外交部禮賓司副司長張益明接受牙買加新任駐華大使遞交國書副本〉（2017年1月24日）
49. ↑  Hong Kong Precedence List (June 1997), p.11.
50. 1 2  〈高院審前內庭聆訊，法律問題爭辯未完〉（1988年4月21日）
51. 1 2 3 4  〈陳維廉獲判無罪釋放〉（1989年9月8日）
52. ↑  〈朴仕能即時入獄，艾驊思緩刑兩年〉（1986年12月11日）
53. ↑  〈造馬疑案控方暫不起訴，騎師曹達獲釋百萬保款發還〉（1986年12月13日）
54. ↑  〈歐陽柏雄與陸增祺負責投注輸贏紀錄，楊元龍若利用姪兒戶口付八成賭本〉（1988年5月6日）
55. ↑  Course, Chan, Tang and Ng (26 May 1988)
56. ↑  Wong (23 June 1989)
57. 1 2 3 4 5 6  Wong, Ng, Tai and Gomez (22 July 1989)
58. ↑  〈陸增祺與丘偉基〉（造訪於2020年5月2日）
59. ↑  〈女皇盃〉（造訪於2020年5月2日）

### 英文資料
- The Asia Who's Who. Hong Kong: Pan Asia Newspaper Alliance, 1958.
- "HK knitwear displayed in Milan fair", The South China Morning Post, 19 June 1974, p.21.
- "Textile men move plant to Mauritius", The South China Morning Post, 7 November 1975, p.25.
- "Hongkong investors head for Mauritius", The South China Morning Post, 11 May 1986, p.27.
- Course, Lindy, Chan, Cynthia, Tang, John, and, Ng, Elizabeth, "Ex-jockey told a 'pack of lies'", The South China Morning Post, 26 May 1988, p.4.
- Wong, Joon San, "Jockey paid $1.3 million to fix races", The South China Morning Post, 23 June 1989, p.2.
- Wong, Joon San, Ng, Elizabeth, Tai, Corrina, and, Gomez, Rita, "Jury warned over Yang's evidence", The South China Morning Post, 22 July 1989, p.4.
- Wong, Joon San, "Afasia group finds silky touch", The South China Morning Post, 14 July 1990, p.23.
- Hong Kong Precedence List. Hong Kong: Hong Kong Government, June 1997.
- "Group Introduction", Afasia Fashions (HK) Limited, retrieved on 28 January 2011.
- Lo, York, "Unsung Kingmakers – the low-key Song Brothers who conquered the Shanghai Bund and Victoria Harbor and backed the development of several key industries in post-War Hong Kong", The Industrial History of Hong Kong Group, 2 December 2016.
- The University of Hong Kong Foundation Annual Report 2017-18 （页面存档备份，存于）. Hong Kong: The University of Hong Kong Foundation, 2018.
- Lo, York, "Oriental Pacific Mills (東亞太平) – the Largest Wool Textile Producer in HK", The Industrial History of Hong Kong Group, 17 May 2019.
- "Scholarships / Awards for Undergraduate Students of All Disciplines of Study", Office of Student Affairs, Hong Kong Baptist University, retrieved on 2 May 2020.
- "1085 Singing Wood Dr", ClustrMaps, retrieved on 2 May 2020.
- "Antonia Hugh", Offshore Leaks Database, retrieved on 2 May 2020.

### 中文資料
- 〈陸增鈺告美人提防中共虛偽宣傳〉，《香港工商日報》第二頁，1960年7月23日。
- 〈歡迎反共義士董濟平，陸增鈺，王玉林等茶會 （页面存档备份，存于）〉，《台視新聞》，1965年1月19日。
- 〈朴仕能即時入獄，艾驊思緩刑兩年〉，《華僑日報》第一張第一頁，1986年12月11日。
- 〈造馬疑案控方暫不起訴，騎師曹達獲釋百萬保款發還〉，《華僑日報》第二第二頁，1986年12月13日。
- 〈高院審前內庭聆訊，法律問題爭辯未完〉，《華僑日報》第二張第二頁，1988年4月21日。
- 〈歐陽柏雄與陸增祺負責投注輸贏紀錄，楊元龍若利用姪兒戶口付八成賭本〉，《華僑日報》第二張第二頁，1988年5月6日。
- 〈陳維廉獲判無罪釋放〉，《大公報》第七版，1989年9月8日。
- 陳達撰，〈四十年共磨一劍——香港實業家陸氏兄弟的創業史和愛國情〉，《海內與海外》第12期。北京：中華全國歸僑華僑聯合會，1999年。
- 鍾士元爵士著，《香港回歸歷程－鍾士元回憶錄》。香港：中文大學出版社，2001年。ISBN 978-9-62996-019-3
- 林淑玲著，〈陸心源及其《皕宋樓藏書志》史部宋刊本研究（上）〉，《古典文獻研究輯刊》初編第23冊。台灣：花木蘭文化事業有限公司，2005年。ISBN 986-712-816-8
- 〈陸增鏞、陸增祺，昆仲相長創輝煌〉，《文匯報》，2007年2月28日。
- 〈香港亞非集團捐資助學湖州師院〉，《浙江省歸國華僑聯合會》，2008年10月27日。
- 〈浙江教育學院"陸侯燕英"勵志獎學金頒獎儀式舉行〉，《浙江外語學院》，2008年10月29日。
- 〈崇基學院與浙江大學學生訪問計劃 （页面存档备份，存于）〉，《崇基校友》二零零九年九月號。香港：香港中文大學崇基學院校友會，2009年，頁6。
- 〈名譽院長陸增祺與我校大學生漫談人生〉，《湖州師範學院新聞網》，2013年4月2日。
- 蔣小馨、唐曄著，《唐翔千傳》。香港：三聯書店（香港）有限公司，2014年。ISBN 978-9-62043-669-7
- 〈香港亞非集團名譽主席陸增祺先生訪問我校（圖）〉，《湖州師範學院新聞網》，2015年4月10日。
- 〈校友文苑：湖師遷建與陸氏捐贈〉，《湖州師範學院校友網》，2016年5月30日。
- 沈潔撰，〈十年桑梓：湖州師範學院182名學子獲陸增鏞獎學金〉，《浙江新聞》，2016年12月12日。
- 〈我校舉行陸增鏞獎學金設立十周年慶典（圖）〉，《湖州師範學院新聞網》，2016年12月13日。
- 〈湖籍港商十年捐資助學3000萬元〉，《每日頭條》，2016年12月13日。
- 〈外交部禮賓司副司長張益明接受牙買加新任駐華大使遞交國書副本〉，《中華人民共和國外交部》，2017年1月24日。
- 〈傳奇！這個湖州人打造了一個橫跨亞非歐美的大集團〉，《每日頭條》，2017年11月6日。
- 〈3039劉珏為"抑之"作山水鏡心〉，《北京保利2018春季拍賣會：仰之彌高——中國古代書畫夜場》。北京：北京保利拍賣國際有限公司，2018年6月。
- 〈點讚！我校名譽校長陸增祺先生入選浙江省「最美統戰人物」，您的一票至關重要！〉，《每日頭條》，2019年9月5日。
- 嚴佐之教授撰，〈晚清四大藏書樓是哪些？〉，《中國文化研究院》，2020年3月5日。
- 〈女皇盃〉，《講馬講歷史》，造訪於2020年5月2日。
- 〈陸增祺與丘偉基〉，《香港賽馬會》，造訪於2020年5月2日。

## 外部鏈結
- AFASIA FASHIONS (HK) LIMITED 亞非（香港）有限公司 （页面存档备份，存于）, Webb-site Who's Who